# Emanuel Pogatetz
Emanuel Pogatetz (Graz, Austria, 16 de enero de 1983) es un exfutbolista y entrenador austriaco. Jugaba de defensa. Actualmente es asistente técnico de Oliver Glasner en el Crystal Palace Football Club de Inglaterra. 

## Biografía
Pogatetz empezó su carrera futbolística en su país, en el FC Kärnten, equipo con el que ganó una Copa de Austria y consiguió el ascenso a la Primera división austriaca. Después del ascenso emigró a Alemania para jugar en las categorías inferiores del Bayer Leverkusen. 
En 2001 el club alemán decidió cederlo, primero al FC Aarau austriaco y al año siguiente al Grazer AK. Con este equipo ganó una Liga (la primera conseguida en la historia del club) y una Copa.
En 2005 se marchó cedido para jugar en la Liga Premier de Rusia con el Spartak de Moscú durante media temporada.
Cuando finalizó su etapa en Rusia fichó por el Middlesbrough, que desembolsó 2 millones y medio de euros para hacerse con sus servicios. Con el equipo inglés quedó subcampeón de la Copa de la UEFA en su primera temporada, aunque no pudo disputar la final debido a una grave lesión.
En 2010, con el descenso del Boro, Pogatetz emigró a la Bundesliga alemana fichando por el Hannover 96.

### Selección nacional
Ha sido internacional con la selección de fútbol de Austria en 61 ocasiones y ha anotado 2 goles. 
Fue convocado por su selección para diputar la Eurocopa de Austria y Suiza de 2008, donde fue un fijo en el once titular de su equipo, disputando todos los minutos.

## Clubes

### Como jugador
| Club                      | País           | Año       |
| ------------------------- | -------------- | --------- |
| FC Kärnten                | Austria        | 2000-2001 |
| Bayer Leverkusen          | Alemania       | 2001-2005 |
| FC Aarau (cedido)         | Suiza          | 2002-2003 |
| Grazer AK (cedido)        | Austria        | 2003-2005 |
| FC Spartak Moscú (cedido) | Rusia          | 2005      |
| Middlesbrough             | Inglaterra     | 2005-2010 |
| Hannover 96               | Alemania       | 2010-2012 |
| VfL Wolfsburgo            | Alemania       | 2012-2013 |
| West Ham United (cedido)  | Inglaterra     | 2013      |
| 1. FC Nürnberg            | Alemania       | 2013-2014 |
| Columbus Crew SC          | Estados Unidos | 2014-2016 |
| 1. FC Union Berlin        | Alemania       | 2016-2017 |
| LASK Linz                 | Austria        | 2017-2019 |

### Como entrenador
| Club                                | País    | Año         |
| ----------------------------------- | ------- | ----------- |
| FC Juniors OÖ (Cantera)             | Austria | 2019 - 2020 |
| FC Juniors OÖ (Entrenador personal) | Austria | 2020        |
| LASK (2º entrenador)                | Austria | 2020 - 2021 |
| SKN St. Pölten (2º entrenador)      | Austria | 2021 -      |

## Títulos
- 1 Liga de Austria (Grazer AK, 2004)
- 2 Copas de Austria (FC Kärnten, 2001; Grazer AK, 2004)